# Zapasy na Akademickich Mistrzostwach Świata 2014
11. Akademickie Mistrzostwa Świata w zapasach w 2014 rozgrywane były między 7 a 12 lipca w Peczu. Zawodnicy i zawodniczki rywalizowali na terenie Lauber Dezső Sports Hall, a zawody organizował Uniwersytet w Peczu.

## Tabela medalowa

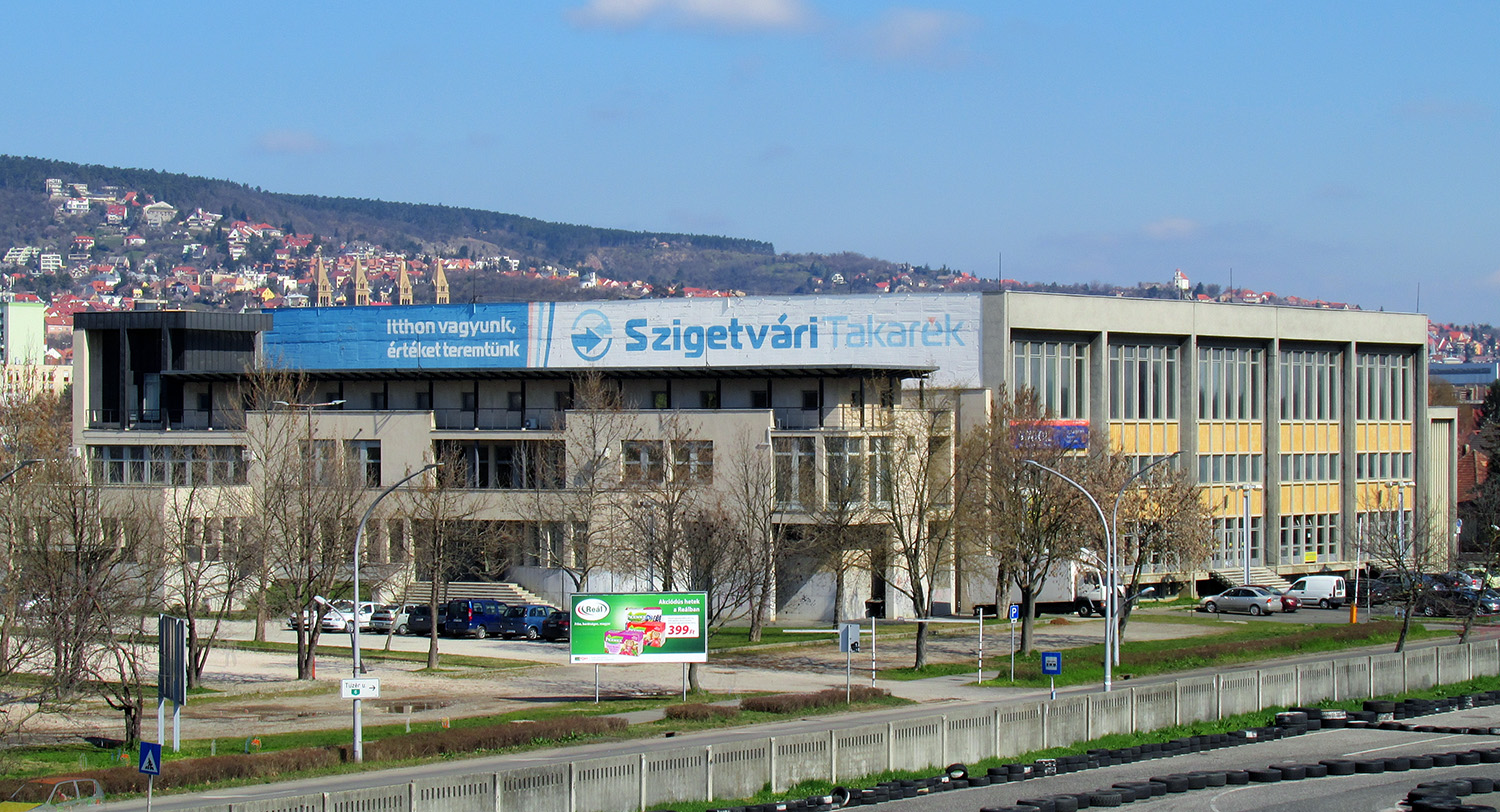
Hala im. Laubera Dezső

Gospodarz zawodów został zaznaczony kolorem.
| Poz. | Państwo           |    |    |    | Łącznie |
| ---- | ----------------- | -- | -- | -- | ------- |
| 1    | Węgry             | 6  | 0  | 4  | 10      |
| 2    | Turcja            | 4  | 4  | 5  | 13      |
| 3    | Kanada            | 4  | 1  | 1  | 6       |
| 4    | Stany Zjednoczone | 3  | 7  | 5  | 15      |
| 5    | Japonia           | 2  | 1  | 4  | 7       |
| 6    | Mołdawia          | 2  | 1  | 2  | 5       |
| 7    | Rosja             | 1  | 4  | 6  | 11      |
| 8    | Mongolia          | 1  | 0  | 2  | 3       |
| 9    | Kirgistan         | 1  | 0  | 0  | 1       |
| 10   | Bułgaria          | 0  | 2  | 1  | 3       |
| 11   | Ukraina           | 0  | 1  | 6  | 7       |
| 12   | Rumunia           | 0  | 1  | 2  | 3       |
| 13   | Kazachstan        | 0  | 1  | 1  | 2       |
| 14   | Estonia           | 0  | 1  | 0  | 1       |
| 15   | Polska            | 0  | 0  | 7  | 7       |
| 16   | Białoruś          | 0  | 0  | 1  | 1       |
| 16   | Izrael            | 0  | 0  | 1  | 1       |
|      | Łącznie           | 24 | 24 | 48 | 96      |

## Rezultaty

### Mężczyźni

#### Styl klasyczny
| Konkurencja         | Złoto                | Srebro              | Brąz                                  |
| Kategoria do 59 kg  | Kanybek Dżołczubekow | Akan Bajmaganbietow | Samuel Jones Fatih Üçüncü             |
| Kategoria do 66 kg  | Krisztián Jäger      | Abdülsamet Günal    | Donior Islamov Roman Hajduk           |
| Kategoria do 71 kg  | Tamás Lőrincz        | Pat Smith           | Vasıf Arzumanov Naoya Nakamura        |
| Kategoria do 75 kg  | László Szabó         | Aleksander Kukhta   | Arkadiusz Kułynycz Soh Sakabe         |
| Kategoria do 80 kg  | Aslan Atem           | Danieł Aleksandrow  | Gábor Madarasi Piotr Przepiórka       |
| Kategoria do 85 kg  | Metehan Başar        | Nikolai Bairyakov   | Yauhen Valkhanovich Tadeusz Michalik  |
| Kategoria do 98 kg  | Iván Németh          | Mahmut Alkan        | Alin Alexuc-Ciurariu Ilja Nastoczenko |
| Kategoria do 130 kg | Bálint Lám           | İsmail Güzel        | Boris Wajnsztejn Mateusz Fafiński     |

#### Styl wolny
| Konkurencja         | Złoto                      | Srebro              | Brąz                                   |
| Kategoria do 57 kg  | Fumitaka Morishita         | Władisław Pietrow   | Matt McDonough Khash-Erdene Byambadorj |
| Kategoria do 61 kg  | Tümenbilegijn Tüwszintulag | Bernard Futrell     | Ismail Avci Niurgun Skriabin           |
| Kategoria do 65 kg  | Selahattin Kılıçsallayan   | George Bucur        | Batczuluuny Batmagnaj Mihail Sava      |
| Kategoria do 70 kg  | Evgheni Nedealco           | James Green         | Shamil Magomedov Zsombor Gulyás        |
| Kategoria do 74 kg  | Tyler Caldwell             | Szamil-Imam Osmanow | Musa Gürbüz Andrey Nagorny             |
| Kategoria do 86 kg  | Chris Perry                | Piotr Ianulov       | Ophir Abraham Bernstein Namik Korkmaz  |
| Kategoria do 97 kg  | Fatih Yaşarlı              | Dustin Kilgore      | Patryk Dublinowski Mihály Szabó        |
| Kategoria do 125 kg | Tyrell Fortune             | Şakir Bozkurt       | Marijan Todorow Richárd Csercsics      |

### Kobiety

#### Styl wolny
| Konkurencja        | Złoto            | Srebro                    | Brąz                              |
| Kategoria do 48 kg | Jasmine Mian     | Shiori Ito                | Anna Łukasiak Alina Moriewa       |
| Kategoria do 53 kg | Iulia Leorda     | Amy Fearnside             | Aarisa Tanaka Olha Sznajder       |
| Kategoria do 55 kg | Chiho Hamada     | Irina Ołogonowa           | Samantha Stewart Tetiana Kit      |
| Kategoria do 58 kg | Emese Barka      | Oksana Nagornych          | Jacarra Winchester Mikako Higuchi |
| Kategoria do 60 kg | Marija Lulkowa   | Celeste Contant-Rodrigues | Brianna Delgado Viktoria Chpurko  |
| Kategoria do 63 kg | Danielle Lappage | Amanda Hendey             | Agnieszka Król Walerija Łazinska  |
| Kategoria do 67 kg | Dorothy Yeats    | Tamyra Mensah             | Adina Popescu Darima Sanżejewa    |
| Kategoria do 75 kg | Erica Wiebe      | Epp Mäe                   | Julia Salata Ganna Telkova        |